# Fragilização por corrosão sob tensão
Fragilização por corrosão sob tensão (na literatura SCC, do inglês stress corrosion cracking) é a falha súbita, normalmente de metais dúcteis sujeitos à estresse por tensão em um ambiente corrosivo, especialmente a elevada temperatura no caso de metais. SCC é altamente específica quimicamente em que certas ligas são suscetíveis de sofrer SCC apenas quando expostas a um pequeno número de ambientes químicos. O ambiente químico que causa SCC para uma dada liga muitas vezes é um que é apenas levemente corrosivo para o metal de outra forma.  